# Peter Kunkel (Fußballspieler)
Peter Kunkel (* 10. Februar 1956 in Essen) ist ein ehemaliger deutscher Fußballspieler und heutiger Fußballtrainer, der vom 1. Juli 1978 bis 30. Juni 1988 für die SG Wattenscheid 09 in der 2. Fußball-Bundesliga 310 Spiele mit 87 Toren bestritten hat.

## Laufbahn
Mit 22 Jahren kam der Amateurfußballer Peter Kunkel von Union Frintrop zur Runde 1978/79 in das Lohrheidestadion nach Wattenscheid. Trainer Hubert Schieth stand vor der Aufgabe, die Abgänge der Leistungsträger Carlos Babington und Hans-Günter Bruns zu kompensieren und hatte deshalb auch noch nach Abstimmung mit dem 1. Vorsitzenden Klaus Steilmann die weiteren Neuzugänge Michael Jakobs und Helmut Reiners verpflichtet. Der Mann aus Frintrop überzeugte bei seinen 34 Einsätzen mit 13 Treffern in der ersten Runde bei der SG 09 sofort und führte die interne Torschützenliste souverän vor Helmut Reiners mit fünf Treffern an. Sein Debüt in der 2. Bundesliga feierte Kunkel am ersten Spieltag der Saison, am 29. Juli 1978, bei dem 2:0-Heimsieg gegen Holstein Kiel, wobei er auch das Tor zum 2:0-Endstand in der 74. Minute beisteuerte.
Als Kunkel in der zweiten Saison, 1979/80, seine Trefferquote auf 18 Tore steigern konnte und Ewald Hammes die gleiche Erfolgsbilanz vorweisen konnte, belegte das Team von Trainer Schieth den guten fünften Platz in der Nordgruppe der 2. Liga. Als es 1980/81 dagegen nicht gut lief, ab Februar 1981 löste Klaus Hilpert Trainer Schieth ab, am Rundenende stand das Lohrheideteam auf dem 10. Rang, hatte Kunkel gemeinsam mit Reiners jeweils 16 Tore und Gerhard Drews auch noch 15 Tore dabei erzielt.
Die Probleme bei der Anpassung an die Konzentration der Kräfte in der „eingleisigen“ 2. Bundesliga 1981/82 kostete Trainer Hilpert im April 1982 den Job, er wurde von Fahrudin Jusufi abgelöst und Kunkel und Reiners mussten sich jeweils mit acht Treffern begnügen. Die SG 09 landete auf dem 17. Rang und wäre damit abgestiegen, die Rettung brachte der Lizenzentzug vom TSV 1860 München. Auch in den nächsten zwei Runden, 1983 und 1984, stand der Kampf um den Klassenerhalt in Wattenscheid im Vordergrund. Als wieder der Weg in das Mittelfeld glückte, 1985 bis 1987, waren an der Seite von Peter Kunkel neue Torschützen mit Harald Kügler, Waldemar Steubing, Uwe Tschiskale und Sergio Allievi am Werke.
Im Sommer 1987 zog sich Peter Kunkel offiziell als Spieler aus der 2. Liga zurück, beendete seine aktive Spielerlaufbahn und übernahm bei der SG 09 den Co-Trainerposten bei der Amateurmannschaft. Da es unerwartet gut lief in der Runde 1987/88, die Mannschaft um Trainer Gerd Roggensack hatte realistische Aufstiegsaussichten, feierte Kunkel in den letzten sechs Pflichtspielen ein Comeback in der 2. Liga und trat nochmals in den Spielen gegen Blau-Weiß 90 Berlin, Rot-Weiß Oberhausen, Ulm 1846, Union Solingen, VfL Osnabrück und den 1. FC Saarbrücken an. Mit der Punktebilanz von 8:4 Punkten aus diesen Spielen kam Wattenscheid punktgleich mit dem Dritten, SV Darmstadt 98, auf den vierten Tabellenrang. Die „Lilien“ vom Böllenfalltor hatten deshalb die Chance durch Relegationsspiele gegen den Drittletzten der 1. Liga, SV Waldhof Mannheim, den Aufstieg in die Fußball-Bundesliga doch noch zu erreichen. Waldhof erhielt sich im Entscheidungsspiel im Elfmeterschießen den Klassenerhalt. Das letzte 2. Ligaspiel bestritt Peter Kunkel am 29. Mai 1988 beim 1:1-Auswärtsspiel gegen den 1. FC Saarbrücken im Ludwigspark. In der 43. Minute brachte er sein Team mit 1:0 in Führung. Endgültig beendete er danach seine Laufbahn in der 2. Fußball-Bundesliga. Den ersehnten Aufstieg in die 1. Liga feierte die SG 09 zwei Jahre später, in der Runde 1989/90.
Stationen seiner späteren Trainerlaufbahn waren unter anderem Rot-Weiss Essen (Co-Trainer) 2005/06, die SSVg Velbert 2008/09 und der VfB Speldorf 2009–2011. Ab 2011 arbeitete er für Rot-Weiß Oberhausen, wo er zunächst die U-23 betreute und im September 2012 als Nachfolger von Mario Basler die Erste Mannschaft übernahm. Nach zwei Jahren als Chefcoach der ersten Mannschaft wurde er von Andreas Zimmermann abgelöst. In der Folge war Peter Kunkel noch bis 2016 bei Rot-Weiß Oberhausen aktiv als Trainer der zweiten Mannschaft, als Chefscout und als Nachwuchskoordinator.